# Lluïsa Carlota de Borbó-Dues Sicílies
Lluïsa Carlota de Borbó-Dues Sicílies (Portici 1804 - Madrid 1844) va ser princesa de les Dues Sicílies i infanta d'Espanya.
Va néixer al Palau Reial de Portici el 24 d'octubre de 1804, filla del rei Francesc I de les Dues Sicílies i de la infanta Maria Isabel de Borbó, filla de Carles IV d'Espanya. Era germana de Maria Cristina de Borbó, muller de Ferran VII d'Espanya.
A l'edat de quatre anys, el 1808, seguí la seva família a l'exili sicilià a conseqüència de l'ocupació de la part continental del regne de Nàpols per part de l'exèrcit napoleònic.
Va ser casada per poders el dia 15 d'abril de 1819 al Palau Reial de Nàpols amb l'infant Francesc de Paula d'Espanya, fill del rei Carles IV d'Espanya i de la princesa Maria Lluïsa de Borbó-Parma. En arribar a Barcelona provinent de Nàpols, Lluïsa Carlota de Borbó va aprofitar per a inaugurar el 21 de maig de 1819 a Molins de Rei el canal de rec posteriorment anomenat Canal de la Infanta.
Francesc de Paula era oncle matern de la princesa Lluïsa Carlota i la seva unió fou ratificada al Palau Reial de Madrid el dia 12 de juny del mateix any.
Se li atribueix una cèlebre bufetada al ministre Francisco Tadeo Calomarde, conspirador a favor dels carlins. Hom explica que quan Ferran VII es va posar malalt al final de la seva vida, la infanta va anar des de Sevilla fins a La Granja de San Ildefonso a visitar-lo, i va sol·licitar el testament que Calomarde havia fet atorgar al rei, aprofitant el seu greu estat de salut, en favor del germà del monarca, Carles Maria Isidre de Borbó, i en detriment de la seva filla, la infanta Isabel. Carlota hauria bufetejat el ministre i aquest va pronunciar la frase «Senyora, mans blanques no ofenen».
Va morir a Madrid el 28 de gener de 1844. Va ser enterrada al monestir de San Lorenzo de El Escorial.

## Descendència
El matrimoni de Lluïsa i Francesc d'Assís va tenir onze fills:
- Francesc d'Assís (Madrid, 1820-El Escorial, 1821)
- Maria Isabel Ferranda (Madrid, 1821-1897)
- Francesc d'Assís (Aranjuez, 1822-Epinay-sur-Seine, 1902)
- Enric (Sevilla, 1823-Dehesa de los Carabancheles, 1870)
- Lluïsa Teresa (Aranjuez, 1824-Madrid, 1900)
- Eduard (Madrid, 1826-1829)
- Josepa Ferranda (Aranjuez, 1827-París, 1910)
- Teresa (Madrid, 1828-1829)
- Ferran (Aranjuez, 1832-Madrid, 1854)
- Maria Cristina (Madrid, 1833-1902)
- Amàlia (Madrid, 1834-Munic, 1905)